# OR6V1
OR6V1 (англ. Olfactory receptor family 6 subfamily V member 1) – білок, який кодується однойменним геном, розташованим у людей на короткому плечі 7-ї хромосоми. Довжина поліпептидного ланцюга білка становить 313 амінокислот, а молекулярна маса — 34 902.
| 10         |  | 20         |  | 30         |  | 40         |  | 50         |
| ---------- |  | ---------- |  | ---------- |  | ---------- |  | ---------- |
| MANLSQPSEF |  | VLLGFSSFGE |  | LQALLYGPFL |  | MLYLLAFMGN |  | TIIIVMVIAD |
| THLHTPMYFF |  | LGNFSLLEIL |  | VTMTAVPRML |  | SDLLVPHKVI |  | TFTGCMVQFY |
| FHFSLGSTSF |  | LILTDMALDR |  | FVAICHPLRY |  | GTLMSRAMCV |  | QLAGAAWAAP |
| FLAMVPTVLS |  | RAHLDYCHGD |  | VINHFFCDNE |  | PLLQLSCSDT |  | RLLEFWDFLM |
| ALTFVLSSFL |  | VTLISYGYIV |  | TTVLRIPSAS |  | SCQKAFSTCG |  | SHLTLVFIGY |
| SSTIFLYVRP |  | GKAHSVQVRK |  | VVALVTSVLT |  | PFLNPFILTF |  | CNQTVKTVLQ |
| GQMQRLKGLC |  | KAQ        |  |            |  |            |  |            |

A: Аланін

C: Цистеїн

D: Аспарагінова кислота

E: Глутамінова кислота

F: Фенілаланін

G: Гліцин

H: Гістидин

I: Ізолейцин

K: Лізин

L: Лейцин

M: Метіонін

N: Аспарагін

P: Пролін

Q: Глутамін

R: Аргінін

S: Серин

T: Треонін

V: Валін

W: Триптофан

Кодований геном білок за функціями належить до рецепторів, g-білокспряжених рецепторів, білків внутрішньоклітинного сигналінгу. 
Локалізований у клітинній мембрані, мембрані.